# آدریان هوون
آدریان هوون (آلمانی: Adrian Hoven؛ ‏ ۱۸ مهٔ ۱۹۲۲ – ۲۸ آوریل ۱۹۸۱) بازیگر، کارگردان، فیلم‌نامه‌نویس، و تهیه‌کننده فیلم اهل اتریش بود. وی بین سال‌های ۱۹۴۷ تا ۱۹۸۱ میلادی فعالیت می‌کرد.
از فیلم‌های او می‌توان به ماجراهای دو زیبارو، مرا ببوس هیولا و کاناریس اشاره کرد.